# Hoher Kopf (Hinterweidenthal)
Der Hohe Kopf ist ein 367 m ü. NHN hoher Berg im nordwestlichen Wasgau, wie der Südteil des Pfälzerwaldes auch genannt wird. 

## Umgebung
An seiner Westflanke fließt der Salzbach vorbei. 